# Acacia halliana
Acacia halliana é uma espécie de leguminosa do gênero Acacia, pertencente à família Fabaceae.